# Steeneppe
Steeneppe (Sison amomum) is een tweejarige plant, die behoort tot de schermbloemenfamilie (Apiaceae). De plant heeft bij wrijven een onaangename geur. De soort komt voor in Zuid- en West-Europa, Noord-Afrika en Zuidwest-Azië en is inheems in Vlaanderen. Het aantal chromosomen is 2n = 14.
De plant wordt 25-50 cm hoog en vormt een lange penwortel. De fijn vertakte stengel is fijn gegroefd. De basale bladeren zijn oneven geveerd met 5-9 ovaal-langwerpige, gelobde en getande blaadjes. De bovenste bladeren hebben lijnvormige blaadjes.
Steeneppe bloeit vanaf juli tot in september met witte bloemen. De bloeiwijze is een scherm met 3-6 ongelijke stralen. Het omwindsel bestaat uit 1-3 lijnvormige blaadjes en het omwindseltje uit 1-5 zeer kleine blaadjes. De omgekeerd eironde kroonblaadjes zijn gespleten en hebben een gebogen top.
De kale, eivormige, geribde, 1,5-3 mm grote vrucht is een tweedelige splitvrucht met samengedrukte zijkanten. Alle ribben hebben dezelfde vorm.

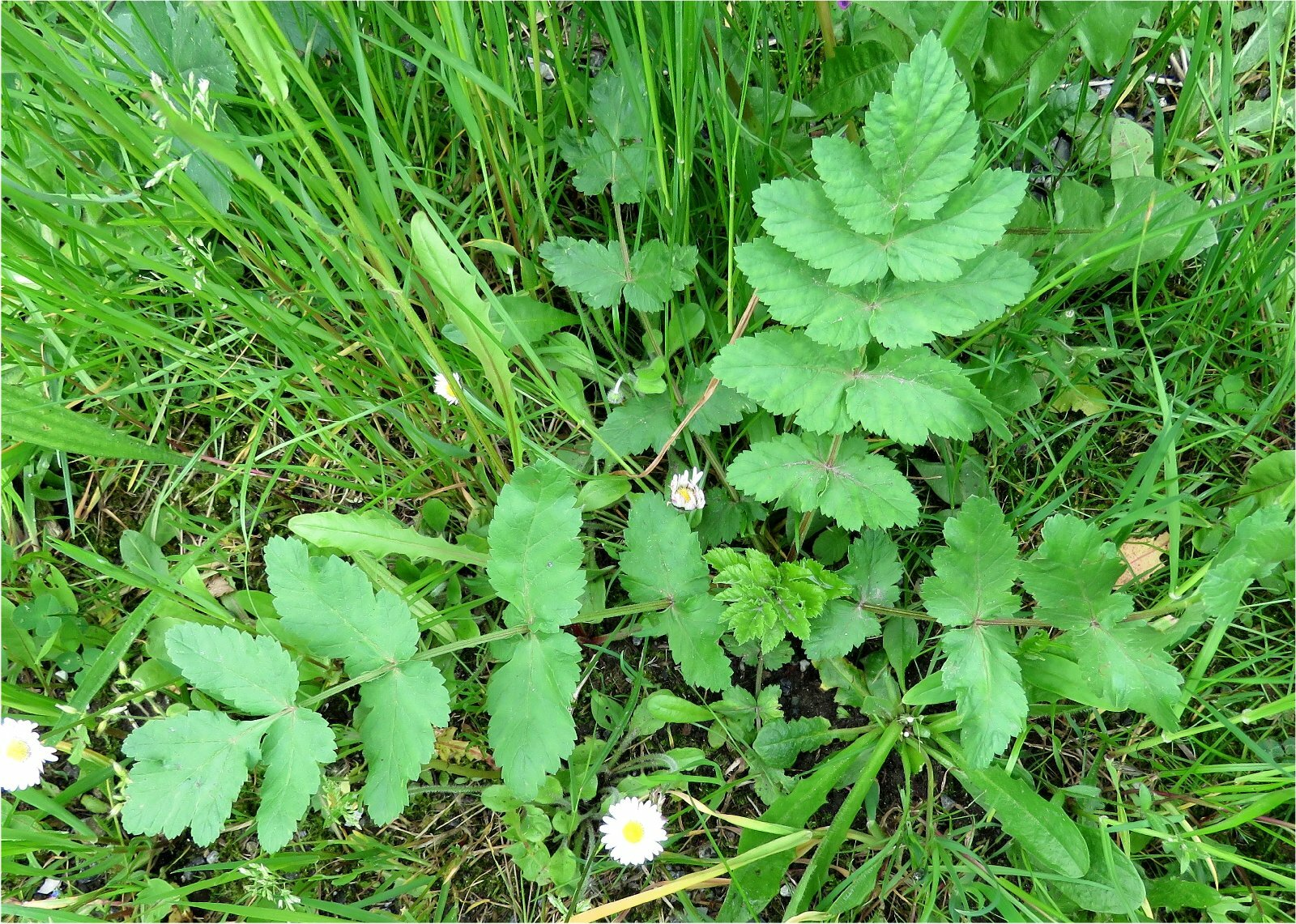
Plant
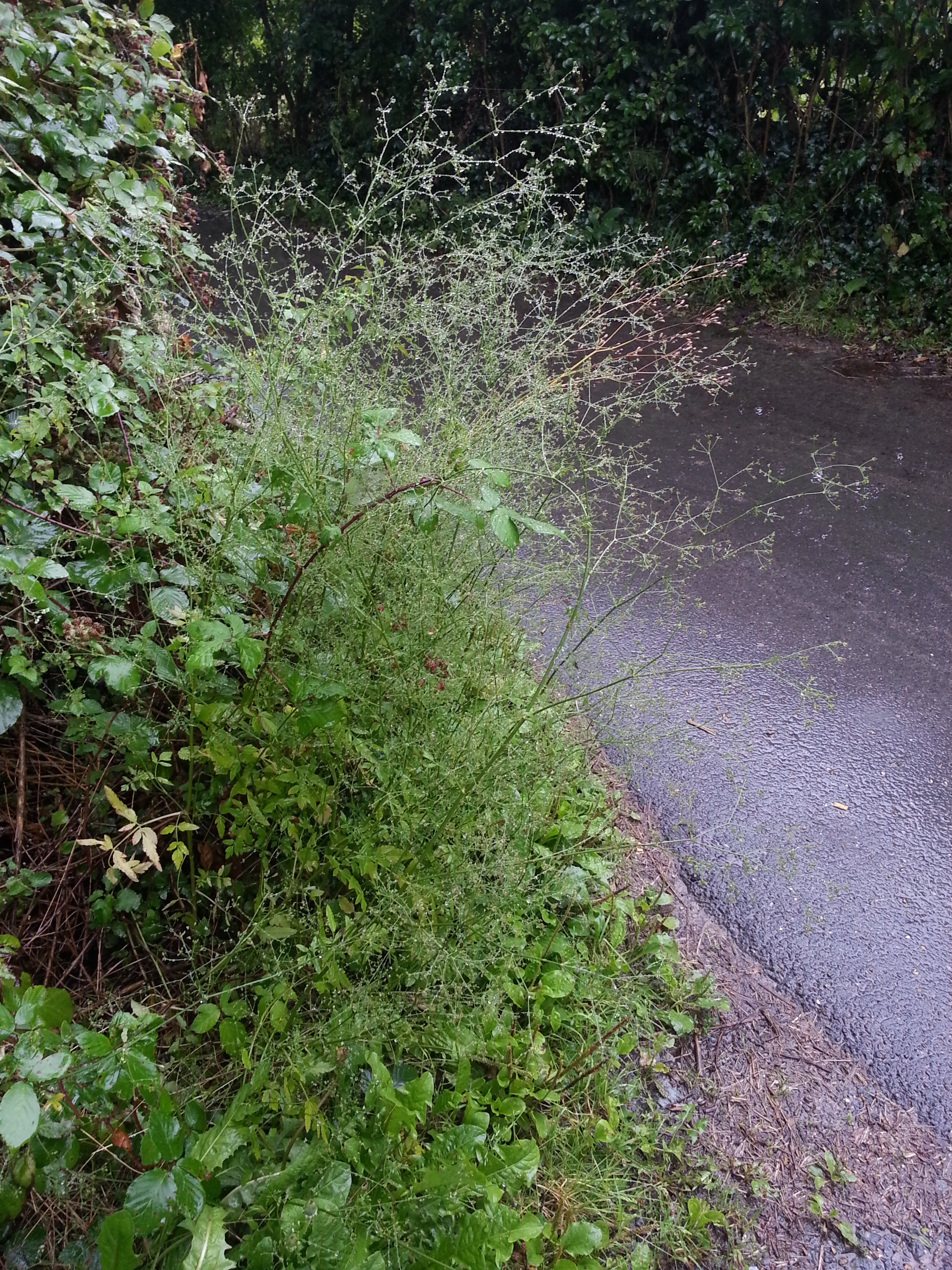
Plant
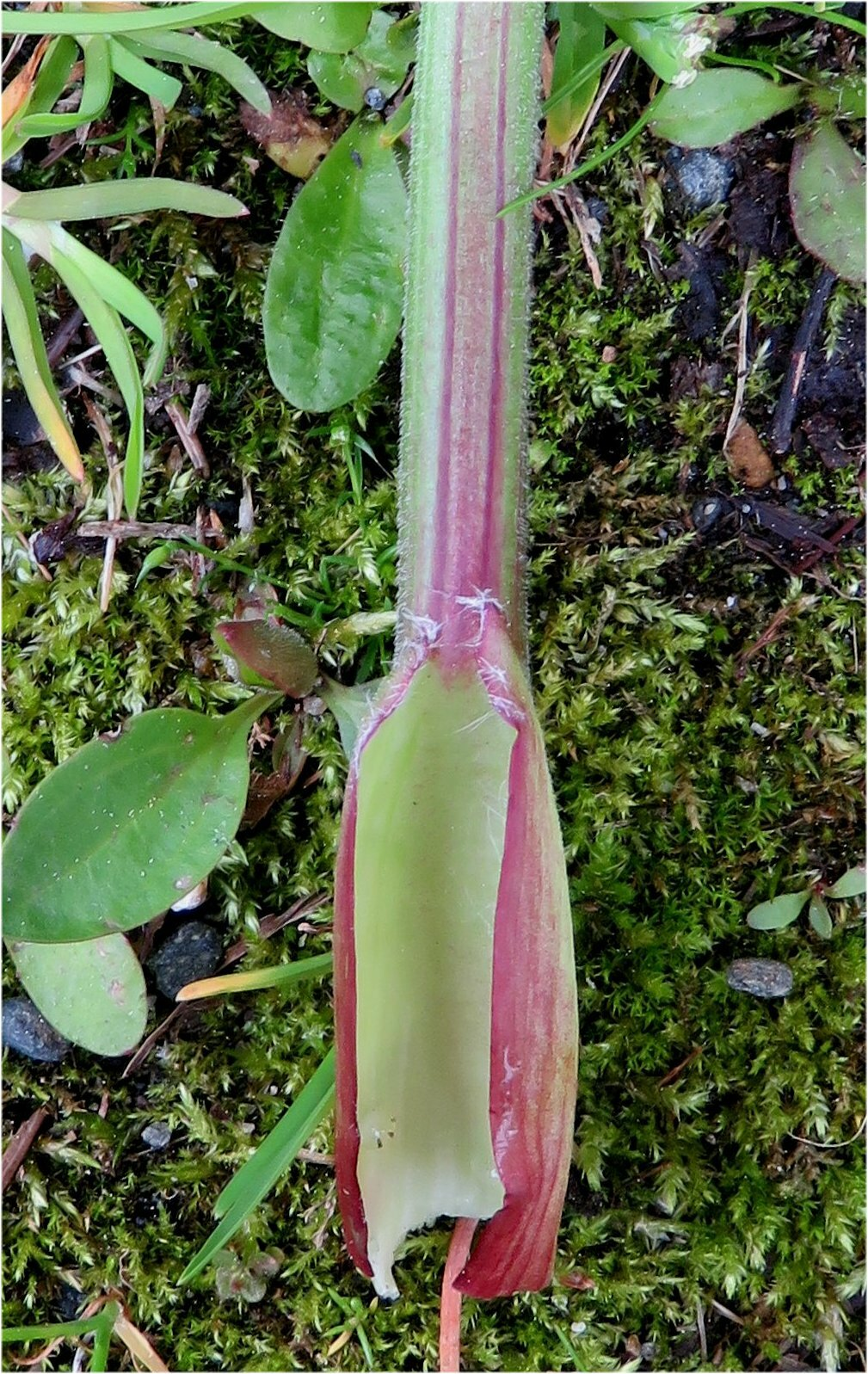
Steunblad
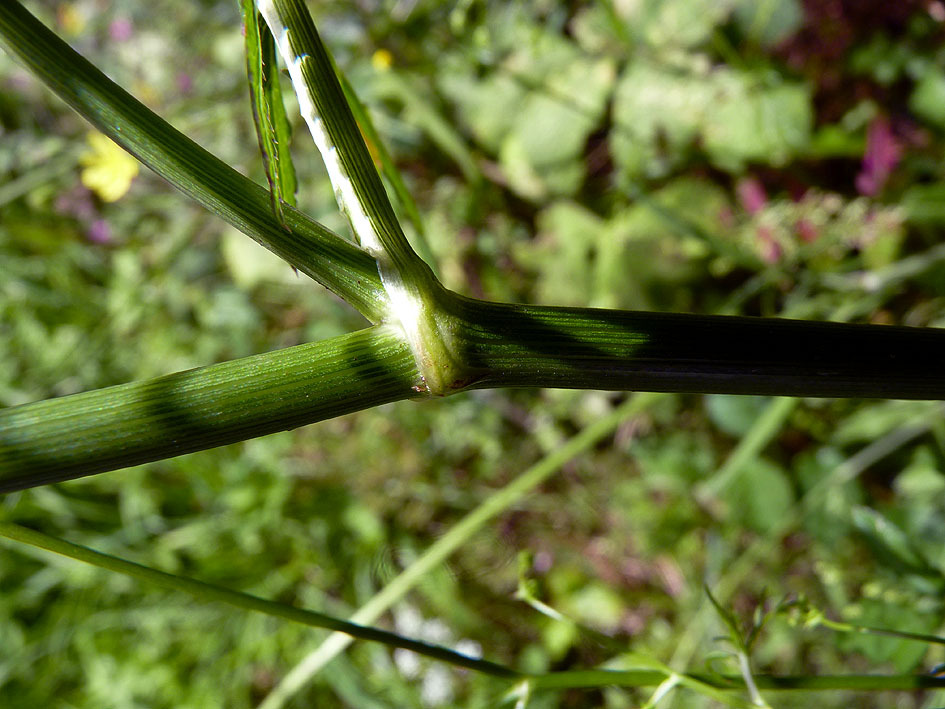
Stengel
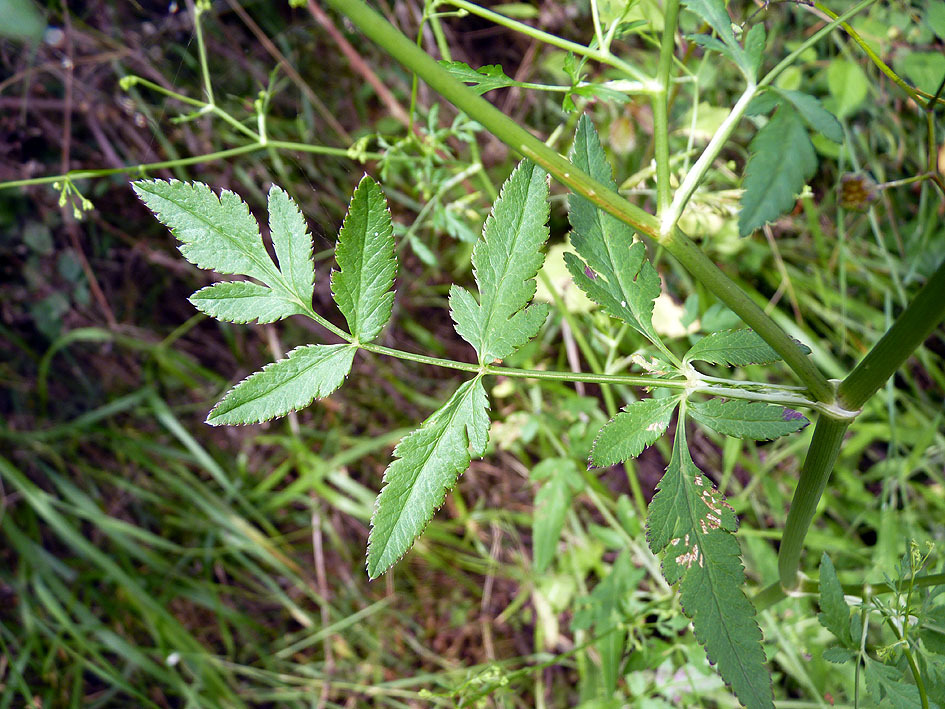
Stengelblad
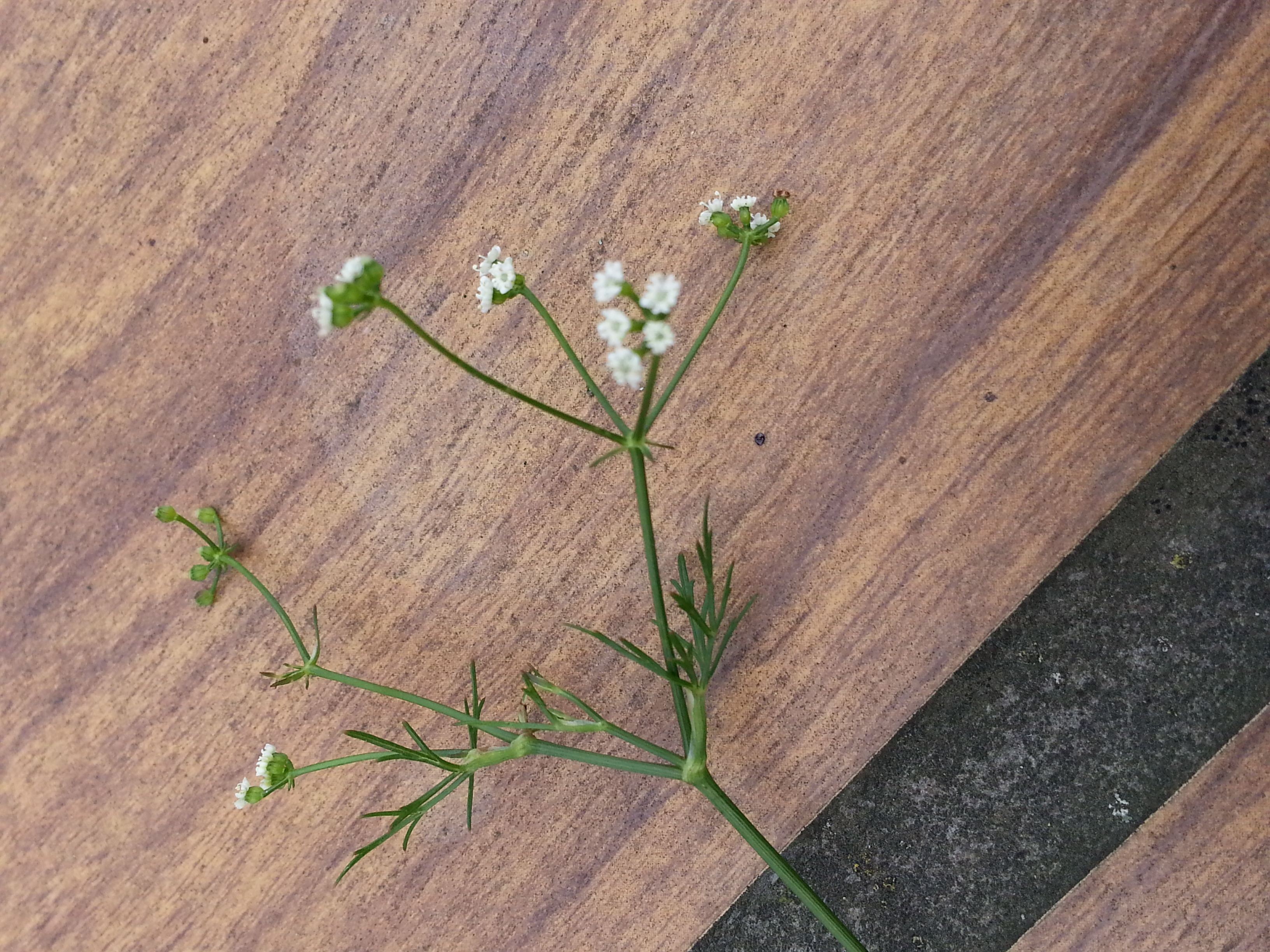
Bovenste bladeren met lijnvormige blaadjes en omwindsel
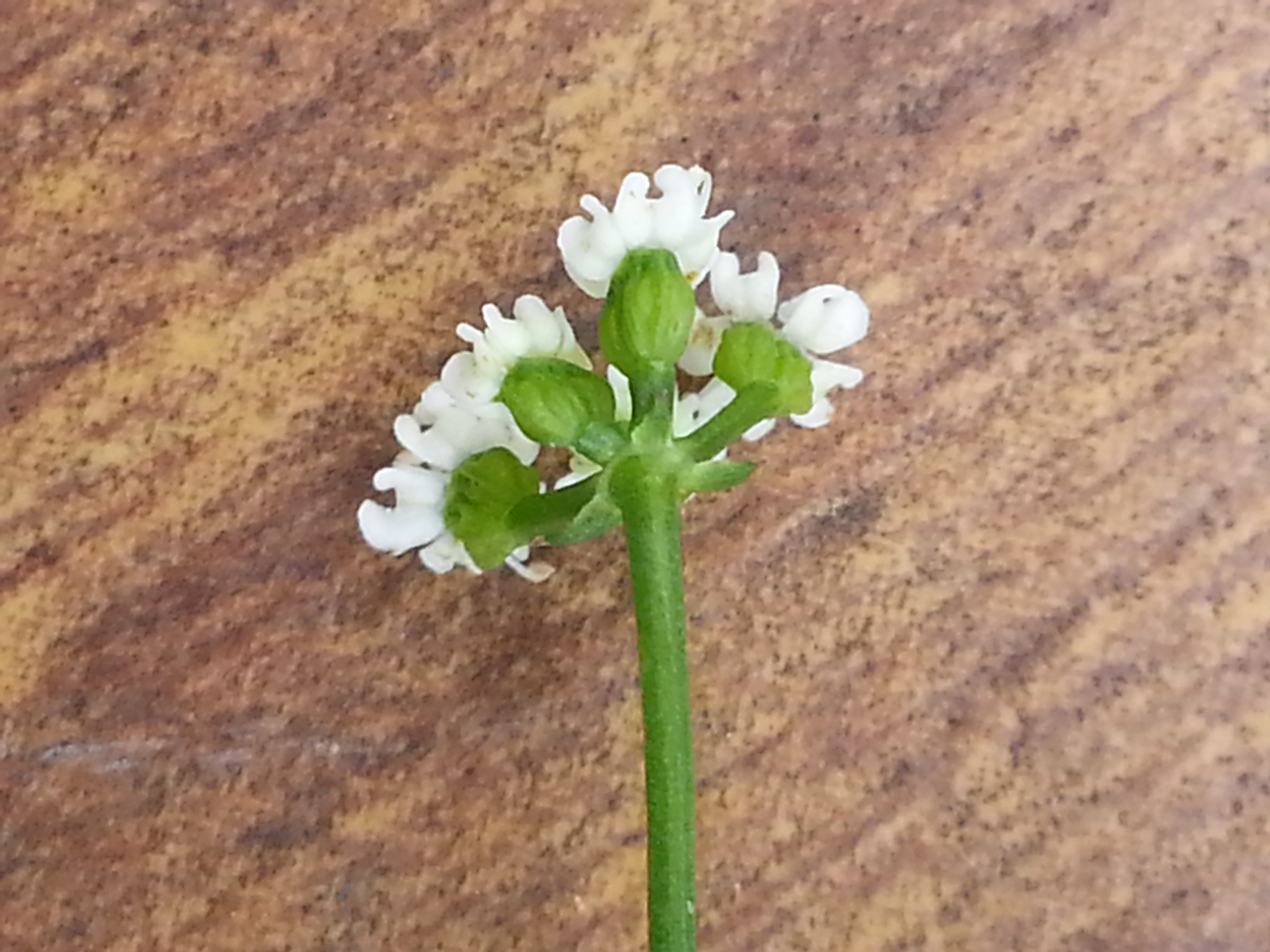
Omwindseltje
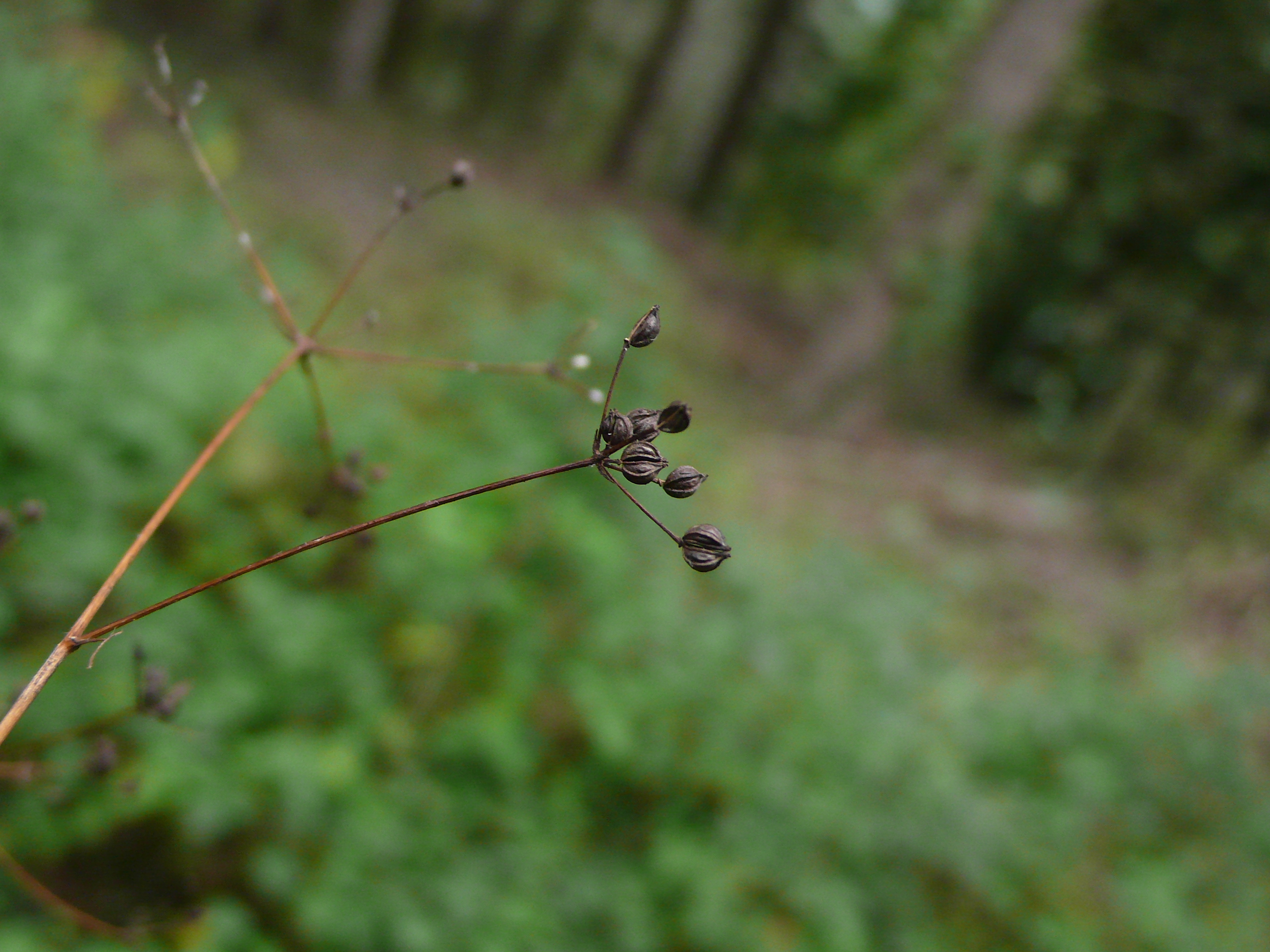
Vruchten

Steeneppe komt voor op vochtige, neutrale, voedselrijke en vaak stikstofrijke, grond in bermen, grasland en waterkanten.